# Mastomys pernanus
Mastomys pernanus là một loài động vật có vú trong họ Chuột, bộ Gặm nhấm. Loài này được Kershaw mô tả lần đầu tiên vào năm 1921.
Loài này sinh sống ở Rwanda, Tanzania, Kenya. Nó sinh sống ở xavan ẩm.